# 1993년 8월
| 1993년: 1월 · 2월 · 3월 · 4월 · 5월 · 6월 · 7월 · 8월 · 9월 · 10월 · 11월 · 12월 |

| <           | 1993년 8월 | 1993년 8월 | 1993년 8월  | 1993년 8월 | 1993년 8월 | >          |
| 일          | 월         | 화         | 수          | 목         | 금         | 토         |
| 1 6.14 갑인 | 2 15 을묘  | 3 16 병진  | 4 17 정사   | 5 18 무오  | 6 19 기미  | 7 20 경신  |
| 8 21 신유   | 9 22 임술  | 10 23 계해 | 11 24 갑자  | 12 25 을축 | 13 26 병인 | 14 27 정묘 |
| 15 28 무진  | 16 29 기사 | 17 30 경오 | 18 7.1 신미 | 19 2 임신  | 20 3 계유  | 21 4 갑술  |
| 22 5 을해   | 23 6 병자  | 24 7 정축  | 25 8 무인   | 26 9 기묘  | 27 10 경진 | 28 11 신사 |
| 29 12 임오  | 30 13 계미 | 31 14 갑신 |             |            |            |            |

| 편집하기 |

## 1993년8월 28일
- 갈릴레오 호가 소행성 이다를 접근 통과하다.

## 1993년8월 20일
- 대한민국, 1994학년도 제1차 대학수학능력시험을 실시하다.

## 1993년8월 16일
- 퍼듀 대학의 학생이던 랜 머독에 의해 데비안 리눅스가 발표되다.

## 1993년8월 12일
- 대한민국, '금융실명거래 및 비밀보장에 관한 긴급 재정명령'으로 금융 실명제를 실시하다.

## 1993년8월 9일
- 대한민국, 태풍 로빈이 상륙하다.

## 1993년8월 7일
- 대전엑스포가 개막하다. (~11월 7일)

## 1993년8월 5일
- 박은식, 신규식, 노백린, 김인전, 안태국 등 애국선열 5위의 유해, 상해에서 운구.